# Tinexta
Tinexta S.p.A. (originariamente Tecnoinvestimenti S.r.l. e poi Tecnoinvestimenti S.p.A.) è un'azienda italiana che eroga servizi nei settori del digital trust, cybersecurity e business innovation.
Il gruppo ha sede in Italia ed è presente in 12 Paesi tra Europa e America Latina con oltre 2500 dipendenti. La società è quotata presso la Borsa di Milano nell’indice Euronext STAR Milan ed è inclusa nell'Indice Europeo Tech Leader.

## Storia
Lo società è stata costituita nel 2009 da Enrico Salza e Pier Andrea Chevallard (attuali presidente e amministratore delegato), come Tecnoinvestimenti, subholding di Tecno Holding, società controllata dalle principali Camere di Commercio italiane e da Unioncamere, che tuttora possiede la maggioranza del capitale. Nel 2014 avviene la prima quotazione e l’ingresso nel segmento AIM della Borsa di Milano. Nel 2015 è avvenuto l'accreditamento di InfoCert da parte dell’AgID come gestore d’identità digitale. Nel 2018 l'azienda cambia nome in Tinexta.

### Acquisizioni
Nell'anno 2009 è stato acquisito il capitale di InfoCert, a cui seguono nel 2016 Visura, Innolva, ReValuta, Co.Mark, Warrant Hub. Ulteriori acquisizioni avvengono nel 2017, con ingresso di Camerfirma, autorità di certificazione digitale spagnola, e nel 2020: tramite la controllata InfoCert viene acquisita CertEurope. Nel 2020 nasce il polo Tinexta Cyber, grazie alle acquisizioni di Corvallis, Yoroi e Swascan. L'anno 2021 vede l'acquisizione di Queryo (attraverso Co.Mark) e Forvalue (attraverso Warrant Hub e la partnership strategica con Intesa Sanpaolo) e di Certeurope, tramite la controllata InfoCert.
Nel 2022 viene acquisito il 20% della Holding Defence Tech, operatore italiano di rilevanza strategica per la sicurezza nazionale. Nello stesso anno vengono acquisite, attraverso Warrant Hub le società Evalue, Enhancers e Plannet. Nel 2023 entra nel gruppo Ascertia, tramite la controllata InfoCert, e ABF Group e Studio Fieschi tramite Warrant Hub. A giugno 2024, tramite Tinexta Defence, il gruppo ha esercitato l’opzione di trasferimento delle partecipazioni da Comunimpresa e GE.DA.

## Business unit
La società è organizzata in tre business unit con le quali si rivolge a privati, aziende e soggetti pubblici.

### Tinexta Digital Trust
Fornisce prodotti e servizi per la digitalizzazione dei processi come PEC, piattaforme di firma digitale, conservazione a norma dei documenti, fatturazione elettronica, piattaforme per la gestione degli studi e ordini professionali, contrattualizzazione digitale e SPID.

### Tinexta Cyber
Offre prodotti e servizi di cybersecurity predittiva, preventiva e proattiva, servizi di assessment e advisory, asset proprietari e sviluppi in house, design, development e implementazione delle soluzioni, servizi di Chronicle SIEM di Google Cloud, attività di controllo e management di clienti. Nel 2024 le tre società controllate Yoroi, Swascan e Corvallis, mediante opzioni di put e call, diventano al 100% di proprietà di Tinexta Cyber.

### Tinexta Business Innovation
Specializzata nell’accesso a finanziamenti e agevolazioni, transizione digitale e green, internazionalizzazione, formazione e digital marketing.

## Azionariato
L'azionariato comunicato alla CONSOB è il seguente:
- Invesco, che detiene un numero di azioni pari a 1 954 025, con il 4,139% di partecipazione e una percentuale di diritto di voto del 2,6576%
- Tecno Holding, che detiene 26 317 960 azioni, una partecipazione percentuale del 55,750% e il 71,589% del diritto di voto

## Partecipazioni

### Digital Trust
- InfoCert: 83,910%
  - Sixtema: 100,000%
  - Carmerfirma: 51,000%
  - Certeurope: 100,000%
  - Ascertia: 65,000%
- Visura: 100,000%

### Cyber Security
- Tinexta Cyber: 100,000%
  - Yoroi: 100%
  - Swascan: 100%
  - Corvallis:100%

### Business Innovation
- Warrant Hub: 90,480%
  - beWarrant: 100,000%
  - Warrant Service: 50,000%
  - Euroquality: 100,000%
  - Europroject: 100,000%
  - Evalue: 70,000%
  - Forvalue: 100,000%
  - Co.Mark TES SI 100,000%
  - Queryo: 60,000%
  - Studio Fieschi: 100,000%
  - ABF: 73,900%
- Antexis Strategies: 100,000%
  - Lenovys: 60,000%

### Altre partecipazioni
- Tinexta Defence: 100,000%
  - Defence Tech: 60,090%
- Open T: 50,000%
- Tinexta Futuro Digitale
  - InfoCert: 35,000%
  - WarrantHub: 29,000%
  - Tinexta Cyber: 27,000%
  - Visura: 7,000%
  - Queryo: 2,000%